# Rákoš (Košice-okolie)
Rákoš (bis 1927 slowakisch „Rakoš“; ungarisch Abaújrákos – bis 1907 Rákos) ist eine Gemeinde im Osten der Slowakei mit 375 Einwohnern (Stand 31. Dezember 2024), die zum Okres Košice-okolie, einem Teil des Košický kraj, gehört und in der traditionellen Landschaft Abov liegt.

## Geographie
Die Gemeinde befindet sich am Übergang vom südöstlichen Teil des Talkessels Košická kotlina in das östlich gelegene Gebirge Slanské vrchy, am Bach Hrabovec im Einzugsgebiet der Olšava und somit des Hornád. Das Ortszentrum liegt auf einer Höhe von 350 m n.m. und ist 20 Kilometer von Košice entfernt (Straßenentfernung).
Nachbargemeinden sind Blažice (über einen Berührungspunkt) und Ruskov im Norden, Slanec im Osten, Skároš im Süden und Südwesten, Vyšná Myšľa im Westen und Bohdanovce im Nordwesten.

## Geschichte
Rákoš wurde zum ersten Mal 1387 als Rakos schriftlich erwähnt und lag im Herrschaftsgebiet der Burg Slanec. 1427 gab es sechs Porta im Ort, 1565 wohnten hier nach einem Zehntverzeichnis 10 leibeigene Bauern- und drei Untermieterfamilien. Pestepidemien und Rákóczi-Aufstand führten fast zum Untergang des Dorfes, in dem 1715 nur zwei Untermieterfamilien wohnten. 1828 zählte man 34 Häuser und 271 Einwohner.
Bis 1918/1919 gehörte der im Komitat Abaúj-Torna liegende Ort zum Königreich Ungarn und kam danach zur Tschechoslowakei beziehungsweise heute Slowakei. In der ersten tschechoslowakischen Republik waren die Einwohner als Landwirte, Obstbauer und Waldarbeiter tätig. Auf Grund des Ersten Wiener Schiedsspruchs lag er von 1938 bis 1945 noch einmal in Ungarn.

## Bevölkerung
| Jahr                | 1994 | 2004     | 2014    | 2024    |
| ------------------- | ---- | -------- | ------- | ------- |
| Anzahl der Personen | 305  | 349      | 343     | 375     |
| Unterschied         |      | +14,42 % | −1,71 % | +9,32 % |

| Jahr                | 2023 | 2024    |
| ------------------- | ---- | ------- |
| Anzahl der Personen | 363  | 375     |
| Unterschied         |      | +3,30 % |

Gemäß der Volkszählung 2011 wohnten in Rákoš 353 Einwohner, davon 280 Slowaken, 15 Roma, vier Magyaren, drei Tschechen, zwei Ukrainer und ein Russine. 48 Einwohner machten keine Angabe zur Ethnie.
190 Einwohner bekannten sich zur römisch-katholischen Kirche, 70 Einwohner zur reformierten Kirche, 15 Einwohner zur griechisch-katholischen Kirche, jeweils drei Einwohner zur Evangelischen Kirche A. B. und zur orthodoxen Kirche und zwei Einwohner zu den Zeugen Jehovas. 22 Einwohner waren konfessionslos und bei 48 Einwohnern wurde die Konfession nicht ermittelt.

## Verkehr
Durch Rákoš führt die Straße 2. Ordnung 552 von Košice nach Slanec. Der nächste Bahnanschluss an der Bahnstrecke Čierna nad Tisou–Košice ist in Bohdanovce.